# Les Années Warner
Albums de Jean-Jacques Goldman
Singulier
(1996)
Les Années Warner est une compilation de Jean-Jacques Goldman paru en 1984 chez WEA Music.

## Historique
En 1984, Jean-Jacques Goldman est devenu en l'espace de deux ans l'un des chanteurs incontournables de la chanson française avec les succès de titres comme Il suffira d'un signe, Quand la musique est bonne, Envole-moi et Encore un matin. C'est durant cette période de succès que WEA, première maison de disques de Goldman, édite une compilation regroupant les trois singles qu'il a enregistrés en solo durant une période de trois ans (de 1976 à 1978), ainsi que trois titres avec le groupe Tai Phong, dont il était membre de 1975 à 1979, dont le tube Sister Jane.
Dans le livret de quatre pages de la pochette du disque, il est annoté : 

« Cet album existe grâce aux nombreuses demandes des fans de Jean-Jacques. Il consiste en la réédition, par ordre chronologique, de ses trois 45 tours parus sous l'étiquette Warner entre 1976 et 1978. »

Selon le site Infodisc, Les Années Warner s'est vendu à 100 200 exemplaires,.

## Liste des chansons
| No | Titre                                                                        | Durée |
| -- | ---------------------------------------------------------------------------- | ----- |
| 1. | C'est pas grave papa (Single 45 tours sorti en 1976)                         | 4:02  |
| 2. | Tu m'as dit (Face B du single C'est pas grave papa, 1976)                    | 2:58  |
| 3. | Les nuits de solitude (Single 45 tours sorti en 1977)                        | 2:35  |
| 4. | Jour bizarre (Face B du single Les nuits de solitude, 1977)                  | 3:39  |
| 5. | Back to the City again (Single 45 tours sorti en 1978)                       | 3:01  |
| 6. | Lætitia (Face B du single Back to the City Again, 1978)                      | 4:37  |
| 7. | Sister Jane (Avec le groupe Taï Phong sur l'album Taï Phong et single, 1975) | 4:00  |
| 8. | When it's the season (Avec le groupe Taï Phong sur l'album Windows, 1976)    | 8:12  |
| 9. | End of an End (Avec le groupe Taï Phong, sur l'album Last Flight, 1979)      | 6:35  |

## Crédits
- Paroles et musique : Jean-Jacques Goldman, sauf Sister Jane : Khanh Maï
- Producteur : Jean Mareska pour WEA Music
- Photo pochette : Claude Gassian